# Talk Memory
Talk Memory è il quinto album in studio del gruppo musicale canadese BadBadNotGood, pubblicato nel 2021.

## Tracce
1. Signal from the Noise – 9:02
2. Unfolding (Momentum 73) (featuring Laraaji) – 4:30
3. City of Mirrors (featuring Arthur Verocai) – 3:50
4. Beside April (featuring Karriem Riggins & Arthur Verocai) – 5:13
5. Love Proceeding (featuring Arthur Verocai) – 5:25
6. Open Channels (solo nella versione fisica) – 4:23
7. Timid, Intimidating – 6:17
8. Beside April (Reprise) (featuring Arthur Verocai) – 1:40
9. Talk Meaning (featuring Arthur Verocai, Terrace Martin & Brandee Younger) – 6:14

## Formazione
- Leland Whitty – sassofono soprano, sassofono tenore, flauto, chitarra, basso, piano, sintetizzatore
- Chester Hansen – basso, chitarra, piano, organo, sintetizzatore
- Alexander Sowinski "Al Sow" – batteria, percussioni